# Сухопутні війська Норвегії
Сухопутні війська Збройних сил Королівства Норвегія або Армія Норвегії (бук. Hæren) — наземний компонент Збройних сил Норвегії. Державна структура, до завдання якої належить оборона та територіальна цілісність Норвегії. Вони знаходяться під управлінням Міністерства оборони (норв. Forsvarsdepartementet). Згідно з Конституцією, король Норвегії є Верховним Головнокомандувачем, генералом СВ, ВПС та адміралом ВМС.
Він виконує ці функції через Державну Раду, але де-факто делегує їх уряду у мирний час.
Королівство Норвегія виділяє кошти на оборонний бюджет, що відповідає приблизно 1,4 % валового внутрішнього продукту країни, що нижче 2 %, необхідних НАТО, але перевищує середнє значення для країн Західної Європи.
У мирний час збройні сили складають близько 25500 осіб, включаючи професійних військових, призовників та цивільних осіб. Наприклад, у 2014 р. було 17442 професійних військових та цивільних осіб та 16966 призовників, які мають один рік служби. Очікуваний пост-мобілізаційний склад становить близько 83000 осіб. Щорічні витрати на СВ складають €7,2 млрд.. Що від ВВП для оборони становить 1,4 %. Щорічний експорт зброї — на €600 млн. Основні закордонні постачальники зброї — Швеція, Німеччина, США, Іспанія, Італія.

## Історія
Заснування норвезької армії відносять до Указу короля Данії й Норвегії Крістіана IV від 18 січня 1628 р., коли зазначалося, що будь-яке сільське господарство (особняк — gård) має надати призовника, одного солдата (матроса). Причиною того була війна зі Швецією. Після 1641 р. армія Норвегії нараховувала шість піхотних полків.
СВ сформовані були в 1905 році, відразу після проголошення Норвегією державної незалежності на основі народного референдуму. СВ ЗС Норвегії сформовані були після чотирьох століть правління Данії та Швеції над Норвегією. Під час Першої світової війни Королівство Норвегія зберегло нейтралітет.
У квітні 1940 р. відбулося німецьке вторгнення. Мобілізація на захист Королівства Норвегії тривала протягом місяця, а державна адміністрація знайшла притулок у Великій Британії. У країні був організований збройний Рух Опору. Після Другої світової війни країна відмовилася від своєї нейтральності та обрала участь у НАТО.
США доставили велику кількість військової техніки безкоштовно або за зниженими тарифами для Збройних сил Норвегії, як військову допомогу. Найбільша військова загроза походила від СРСР, з яким Норвегія межувала полярними територіями. Норвегія відмовилася брати на озброєння ядерну зброю. Після розпаду Варшавського договору (1991 р.) було скорочення норвезьких Збройних сил. Була створена Вітчизняна Гвардія (Heimevernet) з ідеєю надзвичайно швидкої мобілізації та підтримки Сухопутних військ.

## Структура
- Армійський штаб [Hærstaben] (Руста, Бардюфос)
  - Механізована бригада «Північ» [Brigade Nord] (Хегеліа, Бардюфос)
    - Механізований батальйон «Броньований батальйон» [Panserbataljonen] (Сетермьоен)
    - Механізований батальйон «Батальйон Телемарк» [Telemark Bataljon] (Рена)
    - Моторизований батальйон «2-й Батальон» [2. bataljon] (Шьолд)
    - Артилерійський дивізіон «Артилерійський батальйон» [Artilleribataljonen] (Сетермьоен)
    - Розвідувальний батальйон [Etterretningsbataljonen — ISTAR og EK] (Сетермьоен)
    - Санітарний батальйон [Sanitetsbataljonen] — Sanitet (Сетермьоен)
    - Інженерний батальйон [Ingeniørbataljonen] (сапери, будівельники, РХБЗ) (Шьолд)
    - Логістичний батальйон «Бойовий батальйон» [Stridstrenbataljonen] (Бардюфос)
    - Зв'язковий батальйон [Sambandsbataljonen] (Бардюфос)
    - Рота військової поліції [Militærpoliti-kompaniet] (Бардюфос)
- Бойова батальйонна група «Шьор-Варангер» [Grensevakten på Garnisonen i Sør-Varanger (GSV)] (Хьойбюктмьоен)
  -     - Гарнізонна рота [Garnisonskompaniet]
    - Прикордонна рота [Grensekompaniet]
    - Навчальна рота [Utdanningskompaniet]
- батальйон королівської гвардії

## Знаки розрізнення

### Генерали та офіцери
| Категорії               | Генерали          | Генерали          | Генерали      | Генерали   | Старші офіцери | Старші офіцери | Старші офіцери | Молодші офіцери | Молодші офіцери | Молодші офіцери |
| ----------------------- | ----------------- | ----------------- | ------------- | ---------- | -------------- | -------------- | -------------- | --------------- | --------------- | --------------- |
|                         |                   |                   |               |            |                |                |                |                 |                 |                 |
| Норвезьке звання        | General           | Generalløytnant   | Generalmajor  | Brigader   | Oberst         | Oberstløytnant | Major          | Kaptein         | Løytnant        | Fenrik          |
| Український відповідник | Генерал-полковник | Генерал-лейтенант | Генерал-майор | (Бригадир) | Полковник      | Підполковник   | Майор          | Капітан         | Лейтенант       | Прапорщик       |

### Сержанти й солдати
| Категорії               | Сержанти        | Сержанти         | Солдати | Солдати  |
| ----------------------- | --------------- | ---------------- | ------- | -------- |
|                         |                 |                  |         |          |
| Норвезьке звання        | Sersjant        | Korporal         | Menig   | Grenader |
| Український відповідник | Старший сержант | Молодший сержант | Рядовий | Курсант  |

## Озброєння
| Стрілецька зброя   |                            |        |           |  |                                                          |
|                    |                            |        |           |  |                                                          |
| Бронетехніка       |                            |        |           |  |                                                          |
| «Леопард» 1A1NO    | основний танк (ОТ)         | 2      | Німеччина |  |                                                          |
| «Леопард» 1A5NO    | основний танк              | 111    | Німеччина |  |                                                          |
| «Леопард» 2A4      | основний танк              | 52     | Німеччина |  |                                                          |
| CV9030N            | бойова машина піхоти (БМП) | 104    | Швеція    |  |                                                          |
| M113A2 і A3        | бронетранспортер (БТР)     | 109    | США       |  |                                                          |
| NM-135             | бронетранспортер           | 53     | /         |  |                                                          |
| XA-186 и XA-200    | бронетранспортер           | бл. 80 | Фінляндія |  |                                                          |
| Артилерія          |                            |        |           |  |                                                          |
| 155-мм M114/39     | буксована гаубиця          | 46     | США       |  |                                                          |
| 155-мм M109A3GN    | самохідна гаубиця          | 126    | /         |  |                                                          |
| 227-мм M270        | РСЗВ                       | 12     | США       |  |                                                          |
| Протитанкова зброя |                            |        |           |  |                                                          |
| «Джавелін» FGM-148 | ПТКР                       | н/д    | США       |  | поставка партії з 90 ПУ і 526 ракет ведеться з 2006 року |
| ERYX               | ПТКР                       | 424    | Франція   |  |                                                          |
| BGM-71 TOW         | ПТКР                       | 223    | США       |  |                                                          |
| NM142              | самохідна ПУ ПТКР          | 97     | /         |  |                                                          |
| «Карл-Густав»      | безвідкотна гармата        | 2517   | Швеція    |  |                                                          |
| M72 LAW            | гранатомет                 |        | США       |  |                                                          |
| ППО                |                            |        |           |  |                                                          |
| RBS 70             | ПЗРК                       | 300    | Швеція    |  | 120 на консервації                                       |
| 20-мм Rh 202       | зенітна гармата            | 252    | Німеччина |  | 192 на консервації                                       |